# Eva Wester
Eva Birgit Marianne Wester, född 25 december 1903 i Årsunda, Gävleborgs län, död 23 juni 1987 i Avesta, var en svensk textilkonstnär.
Hon var dotter till godsägaren och agronomen Johan Larsson och Naëmi Westerberg och från 1944 gift med konstnären Frans Axel Wester. Hon studerade vid Brunessons vävskola i Stockholm där hon utexaminerades med en vävlärarexamen 1926 som sedan följdes av studier i måleri för en privatlärare och under studieresor till Frankrike. Hon medverkade i Österåkersgruppens utställningar och med Dalarnas konstförening. I samband med Hemslöjdsförbundets utställning på Liljevalchs konsthall medverkade hon med ett antal ryor. Hennes bildkonst består av framför allt landskapsmålningar. 